# کوربالییا
کوربالییا (به صربی: Kurbalija) یک منطقهٔ مسکونی در صربستان است که در پریچو واقع شده‌است. کوربالییا ۸٫۵۱ کیلومتر مربع مساحت و ۱۴۶ نفر جمعیت دارد.